# Dana Mathewson
Dana Mathewson (* 19. Dezember 1990 in San Diego) ist eine ehemalige US-amerikanische Rollstuhltennisspielerin, die bisher zweimal an Paralympics teilgenommen hat.

## Leben
Dana Mathewson wurde in San Diego geboren, wo sie mit einem älteren Bruder aufwuchs. Ihre Mutter ist Medizinerin, ihre Großeltern mütterlicherseits sind aus China in die USA eingewandert. Väterlicherseits hat sie Vorfahren aus Schottland und Polen.
Sie besuchte eine Highschool in La Jolla, einem Stadtteil in San Diego. Nach ihrem Abschluss studierte sie an der University of Arizona Speech, Language, and Hearing Sciences („Sprech-, Sprach- und Hörwissenschaften“) und Psychologie im Nebenfach, das sie 2013 mit dem Bachelor abschloss. Im Anschluss studierte sie im Master Audiologie am University College London.
Bereits als Kind spielte Mathewson begeistert Fußball. Als sie 10 Jahre alt war, verspürte sie bei einem ihrer Fußballspiele auf einmal starke Rückenschmerzen und ihre Beine fühlten sich sehr schwer an. Dies war die Folge einer Autoimmunreaktion, die innerhalb einer halben Stunde zu einer Lähmung der unteren Gliedmaßen führte. Grund für die Lähmung war Transverse Myelitis, eine seltene neurologische Erkrankung des Rückenmarks.

## Karriere
Vor allem Mathewsons Mutter wollte ihrer Tochter wieder eine sportliche Aktivität ermöglichen, so dass Dana Mathewson verschiedene Rollstuhlsportarten, wie Rollstuhlrugby und Rollstuhlbasketball ausprobierte und sich im Alter von 13 Jahren letztlich für das Rollstuhltennis begeistern konnte. Im Jahr 2006 spielte sie erstmals bei den US Open. 2008 gewann sie zum ersten Mal eine Einzelkonkurrenz bei den Florida Open in Boca Raton. In ihrer Jugend erreichte sie Platz 5 der Juniorinnenrangliste.
Zwischen 2011 und 2013 pausierte sie vom Rollstuhltennis auf hohem Niveau, weil sie sich nach eigener Aussage auf ihre Bildung konzentrieren wollte und familiäre Probleme hatte. Nach dieser Pause feierte sie 2014 ihren ersten von vielen Turniersiegen im Doppel.
Ihr paralympisches Debüt hatte Mathewson bei den Sommer-Paralympics 2016 in Rio de Janeiro, wo sie im Einzel das Achtelfinale und im Doppel an der Seite von Kaitlyn Verfuerth das Viertelfinale erreichte.
Sie gewann 2019 im Damendoppel mit Emmy Kaiser eine Goldmedaille bei den Parapan American Games in Lima.
Im Jahr 2021 erreichte sie in Tokio bei den Sommer-Paralympics 2020 im Einzel das Viertelfinale.
Mathewsons spielt rechtshändig. Ihr Stil basiert auf starken Grundschlägen, so dass sie ihre Gegnerinnen hinter die Grundlinie drängt.
Sie ist der Ansicht, dass die Lücke zwischen Behindertensport und professionellem Tennis ohne Behinderung zu groß ist. Während Rollstuhltennisspieler bei Grand-Slam-Turnieren ein Preisgeld von höchstens 140.000 $ gewinnen können, erhalten nichtbehinderte Tennisprofis schon bei einer Zweitrundenniederlage höhere Beträge.

“When you take the chairs away, what someone is seeing when they watch wheelchair tennis is just that … tennis.”

„Wenn man die Stühle außen vor lässt, sieht jemand, der Rollstuhltennis anschaut, einfach … Tennis.“

## Turniersiege

### Einzel
| Nr. | Datum            | Turnier            | Kategorie   | Belag     | Finalgegnerin      | Ergebnis        |
| --- | ---------------- | ------------------ | ----------- | --------- | ------------------ | --------------- |
| 1.  | 13. April 2008   | Boca Raton         | ITF 1       | Hartplatz | Claudia Taboada    | 7:5, 6:3        |
| 2.  | 8. Februar 2009  | Tucson             | ITF Futures | Hartplatz | Claudia Taboada    | 6:2, 6:3        |
| 3.  | 8. Juni 2014     | Flushing           | ITF 3       | Hartplatz | Marianne Page      | 6:2, 7:5        |
| 4.  | 19. Februar 2017 | Preston (1)        | ITF 3       | Hartplatz | Kgothatso Montjane | 7:5, 6:75, 7:69 |
| 5.  | 18. Februar 2018 | Preston (2)        | ITF 3       | Hartplatz | Michaela Spaanstra | 6:2, 6:4        |
| 6.  | 20. Juni 2021    | La Couarde-sur-Mer | ITF 2       | Hartplatz | Lucy Shuker        | 6:3, 1:6, 7:5   |

### Doppel
| Nr. | Datum              | Turnier            | Kategorie                | Belag     | Doppelpartnerin     | Finalgegnerinnen                                | Ergebnis        |
| --- | ------------------ | ------------------ | ------------------------ | --------- | ------------------- | ----------------------------------------------- | --------------- |
| 1.  | 8. Juni 2014       | Flushing           | ITF 3                    | Hartplatz | Karolina Lingyte    | Marianne Page Jessica Sporte                    | 6:2, 7:5        |
| 2.  | 8. Februar 2015    | Indian Wells       | ITF 3                    | Hartplatz | Kaitlyn Verfuerth   | Miho Nijo Marianne Page                         | 6:0, 6:2        |
| 3.  | 13. September 2015 | Mississauga        | ITF 2                    |           | Macarena Cabrillana | Jessie Gregory Emmy Kaiser                      | 6:1, 6:1        |
| 4.  | 14. Februar 2016   | Preston            | ITF 3                    | Hartplatz | Emmanuelle Mörch    | Katharina Krüger Michaela Spaanstra             | 6:3, 0:6, 10:7  |
| 5.  | 20. Februar 2016   | Bolton             | ITF 3 (Mixed)            | Hartplatz | Steve Baldwin       | Louise Charlotte Willerslev-Olsen Martin Legner | 6:1, 4:6, 10:3  |
| 6.  | 11. Juni 2016      | Daegu              | ITF 1                    | Hartplatz | Louise Hunt         | Jinlian Huang Ju-Youn Park                      | 6:3, 3:6, 10:7  |
| 7.  | 16. Oktober 2016   | Montreal           | ITF 2                    | Hartplatz | Lucy Shuker         | Shelby Baron Emmy Kaiser                        | kampflos        |
| 8.  | 21. Januar 2017    | Melbourne          | ITF 2                    | Hartplatz | Katharina Krüger    | Saki Takamuro Manami Tanaka                     | 6:2, 4:6, 12:10 |
| 9.  | 19. März 2017      | Tucson             | ITF 2                    | Hartplatz | Lucy Shuker         | Katharina Krüger Kgothatso Montjane             | Abbruch         |
| 10. | 18. Juni 2017      | Île de Ré          | ITF 1                    | Hartplatz | Charlotte Famin     | Giulia Capocci Louise Hunt                      | 6:1, 6:1        |
| 11. | 28. Juli 2018      | Jambes             | ITF 1                    |           | Natalia Mayara      | Marjolein Buis Aniek van Koot                   | kampflos        |
| 12. | 29. September 2018 | Biot               | ITF 2                    | Hartplatz | Charlotte Famin     | Marjolein Buis Katharina Krüger                 | 7:62, 6:4       |
| 13. | 17. Februar 2019   | Wrexham            | ITF 3                    | Hartplatz | Jordanne Whiley     | Louise Hunt Michaela Spaanstra                  | 6:3, 6:3        |
| 14. | 28. April 2019     | Iizuka             | ITF Super Series         | Hartplatz | Marjolein Buis      | Diede de Groot Aniek van Koot                   | 7:5, 3:6, 6:3   |
| 15. | 20. Juli 2019      | Genf               | ITF 1                    | Hartplatz | Kgothatso Montjane  | Sabine Ellerbrock Katharina Krüger              | 3:6, 6:1, 10:4  |
| 16. | 28. Juli 2019      | Nottingham         | ITF Super Series (Mixed) | Hartplatz | Tom Egberink        | Charlotte Famin Nicolas Peifer                  | 6:1, 7:5        |
| 17. | 30. August 2019    | Lima               | ITF 2                    | Sand      | Emmy Kaiser         | Angélica Bernal Johana Martínez                 | 6:3, 7:5        |
| 18. | 20. Juni 2021      | La Couarde-sur-Mer | ITF 2                    | Hartplatz | Katharina Krüger    | Macarena Cabrillana Lucy Shuker                 | 6:3, 6:4        |